# باب کیدل
باب کیدل (انگلیسی: Bob Kiddle; ۱۰ مهٔ ۱۸۶۹ – ۱۱ مهٔ ۱۹۱۸) بازیکن فوتبال اهل پادشاهی متحد بریتانیای کبیر و ایرلند بود.
از باشگاه‌هایی که در آن بازی کرده‌است می‌توان به باشگاه فوتبال ساوت‌همپتون اشاره کرد.